# Schwaderloch
Schwaderloch (gsw. Schwatterle) – gmina w Szwajcarii, w kantonie Argowia, w okręgu Laufenburg. Liczy 681 mieszkańców (31 grudnia 2016).